# A második legjobb dolog
Az A második legjobb dolog (eredeti címe: The Next Best Thing) 2000-ben bemutatott amerikai filmvígjáték-dráma, amelyet John Schlesinger rendezett. Ez volt Schlesinger utolsó filmje a halála előtt. A forgatókönyvet Tom Ropelewski írta. A főszerepben Madonna, Rupert Everett és Benjamin Bratt.
2000. március 3-án mutatták be először az Egyesült Államokban. Magyarországon augusztus 24-től volt látható a mozikban. A produkció kritikai és kereskedelmi bukás volt. A 21. Arany Málna-gálán öt kategóriában jelölték az év legrosszabb filmjének, amelyből Madonna megnyerte a legrosszabb női főszereplőnek járót.

## Történet
Abbie és Robert jóbarátok, akik Los Angelesben élnek. Egy ünnepnapon alkoholtól túlfűtve az ágyban kötnek ki annak ellenére, hogy Robert meleg. Abbie-nek később születik egy fia, akit Roberttel együtt nevelnek.
Néhány évvel később Abbie megismerkedik Ben Cooper pénzügyi szakértővel, aki érdeklődést mutat iránta. Amikor a lány össze akar költözni vele, Roberttel a bíróságon harcolnak a fiuk felügyeleti jogáért. Kiderül, hogy nem Robert a biológiai apa, majd megtalálja azt a férfit, akivel Abbie-nek a terhesség előtt rövid kapcsolata volt, és bemutatja a bíróságon. 
A per így perbeszéddé válik arról a kérdésről, hogy mitől lesz egy férfi egy gyermek apja. Végül Abbie-nek ítélik oda a kizárólagos felügyeleti jogot, de a nő megengedi, hogy a fia beszéljen Roberttel.

## Szereplők
| Szerep            | Színész             | Magyar hang          |
| ----------------- | ------------------- | -------------------- |
| Abbie Reynolds    | Madonna             | Básti Juli           |
| Robert Whittaker  | Rupert Everett      | Szabó Sipos Barnabás |
| Ben Cooper        | Benjamin Bratt      | Forgács Péter        |
| Elizabeth Ryder   | Illeana Douglas     | Tallós Rita          |
| Kevin Lasater     | Michael Vartan      | Kálid Artúr          |
| Richard Whittaker | Josef Sommer        | Dobránszky Zoltán    |
| Sam               | Malcolm Stumpf      | n.a                  |
| Helen Whittaker   | Lynn Redgrave       | Tordai Teri          |
| David             | Neil Patrick Harris | Rába Roland          |

## Filmzene
A tizenkét dalt tartalmazó filmzenei albumot a Maverick adta ki 2000. február 22-én. Executive producere Madonna volt, aki kézzel választotta ki az összes megjelenő számot, valamint két új dalt is készített az albumra: egy eredeti számot a Time Stood Still-t William Orbit-tal közösen, és Don McLean American Pie című dalának feldolgozását. Az album Moby, Beth Orton, Christina Aguilera és Groove Armada számait is tartalmazta.

## Fogadtatás

### Kritikai visszhang
A film negatív fogadtatásban részesült. A Rotten Tomatoeson 19%-os minősítést ért el 94 értékelés alapján, az összefoglaló alapján: „A történet elemei összeütköznek, a színészi játék pedig elmarad.” Jay Carr a Boston Globe-tól azt írta: „Soha nem tudja eldönteni, hogy vígjáték vagy szentimentális kézszorítás akar-e lenni, megpróbál mindkettő lenni, de végül egyik sem lesz.” Stephen Holden a New York Timestól azt írta: „Abban a pillanatban, amikor a film elveszíti könnyed hangulatát, elveszíti a kapcsolatot a valósággal.” Jonathan Foreman a New York Posttól azt írta: „Jó ideje nem volt olyan önelégült és giccses hollywoodi "üzenetfilm", mint A második legjobb dolog.”
A MetaCritic 25 pontot adott a 100-ból 31 vélemény alapján. Michael Wilmington a Chicago Tribune-tól azt írta: „Túlságosan is nyilvánvaló, túlságosan is egyszerű, az a fajta nyelves, elegáns Los Angeles-i vígjáték, amely a felületességet a stílusossággal, a szívből jövő popkórusokat pedig a bölcsességgel téveszti össze.” Ann Hornaday a Baltimore Suntól azt írta: „Madonna jelentős tehetségei közül a kamera megszerettetése nem tartozik azok közé: Úgy tűnik, hogy a képernyő minden alkalommal, amikor rajta van, elhalványul.” Michael O'Sullivan a Washington Posttól azt írta: „Valójában két film egyben, és nincs elég lélegzetvételnyi hely mindkettőnek.”

### Bevétel adatai
A film veszteséges volt a Box Office Mojo szerint. A 25 millió dolláros költségvetésből 24,3 millió dolláros bevétel keletkezett.

## Fontosabb díjak és jelölések
| Esemény              | Díj             | Kategória                                                            | Eredmény |
| -------------------- | --------------- | -------------------------------------------------------------------- | -------- |
| 21. Arany Málna-gála | Arany Málna díj | Legrosszabb film                                                     | Jelölve  |
| 21. Arany Málna-gála | Arany Málna díj | Legrosszabb női főszereplő – Madonna                                 | Elnyerte |
| 21. Arany Málna-gála | Arany Málna díj | Legrosszabb filmes páros – Madonna, Rupert Everett és Benjamin Bratt | Jelölve  |
| 21. Arany Málna-gála | Arany Málna díj | Legrosszabb rendező                                                  | Jelölve  |
| 21. Arany Málna-gála | Arany Málna díj | Legrosszabb forgatókönyv                                             | Jelölve  |